# 长沙夜生活
《长沙夜生活》（英語：Tale of the Night）是一部2023年中国大陆电影，讲述湖南长沙几位普通年轻人的治愈故事。本片由陈可辛、赵晓时监制，张冀编剧并执导，尹昉、张婧仪、苏岩、吴昊宸、白宇帆、周思羽、吴军、罗钢主演，张艺兴特别出演，于2023年4月28日在中国大陆公映。本片在中国大陆2023年五一档收获票房一千三百万人民币。

## 演员
| 演員   | 角色     | 介紹     |
| ------ | -------- | -------- |
| 尹昉   | 景為為   |          |
| 张婧仪 | 何西西   |          |
| 苏岩   | 麗姐     |          |
| 吴昊宸 | 旭哥     |          |
| 白宇帆 | 陳清智   |          |
| 周思羽 | 梁寶琦   |          |
| 吴军   | 老謝     |          |
| 罗钢   | 何敦華   |          |
| 张艺兴 | 何岸     | 特别出演 |
| 周冬雨 | 蘭州女孩 | 友情出演 |
| 王栎鑫 | 長沙男孩 | 友情出演 |

## 制作

### 制作经过
2021年，电影《夜生活》由嘉映春天影业在中国国家电影局备案立项，故事背景设定为南方一小城，业内人士透露剧组正在为该片勘景。2022年4月，本片由潇湘电影联合嘉映春天在中国国家电影局以《我的夜晚比白天多》为片名备案立项，故事背景设定为长沙市。
2022年6月8日，本片以《群星闪耀的夜晚》为片名在湖南长沙开机，张冀、赵晓时、尹昉、张婧仪等主创亮相开机仪式，湖南省委宣传部电影处、长沙市委宣传部和长沙市各区宣传部领导也出席了开机仪式。9月1日，本片更名为《长沙夜生活》，并联合时尚芭莎推出“活色生湘”宣传物料，展示六位主演在大排档吃长沙夜宵口味虾的场景。

### 出品公司
本片的立项备案方为潇湘电影集团有限公司和北京嘉映文化传媒有限公司。出品公司包括：
- 潇湘电影集团有限公司
- 北京嘉映文化传媒有限公司
- 中国电影股份有限公司
- 上海淘票票影视文化有限公司
- 华夏电影发行有限责任公司
- 湖南当燃影业有限公司出品
- 天津联瑞影业有限公司联合出品

## 发行
2023年3月1日，本片宣布于4月28日中国大陆五一假期档期上映，并发布首支预告片。